# Polyarrhena
Polyarrhena é um género botânico pertencente à família Asteraceae.